# Angus MacDonald (Politiker)

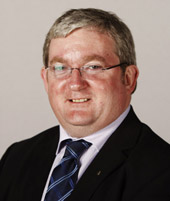
Angus MacDonald

Angus MacDonald (* 11. Oktober 1963 in Stornoway) ist ein schottischer Politiker und Mitglied der Scottish National Party (SNP).

## Leben
MacDonald besuchte die Keil School und die Grangemouth High School. Anschließend war er im Familienbetrieb im landwirtschaftlichen Sektor tätig. Er ist langjähriges Mitglied des Regionalrats von Falkirk und lebt in Grangemouth.

## Politischer Werdegang
Erstmals trat MacDonald bei den Schottischen Parlamentswahlen 2011 als Kandidat der SNP für den Wahlkreis Falkirk East an. Er setzte sich deutlich gegen die Labour-Kandidatin Cathy Peattie durch, die den Wahlkreis seit den ersten Wahlen 1999 für sich entscheiden konnte, und zog in das Schottische Parlament ein. Bei den folgenden Parlamentswahlen 2016 verteidigte MacDonald sein Mandat.